# Morti nel 1976/Novembre
| Questa pagina contiene informazioni ricavate automaticamente dalle voci biografiche con l'ausilio del template Bio e di un bot. L'aggiornamento è periodico e automatico e ricostruisce completamente la pagina. Se manca una persona in questa lista, sei pregato di non aggiungerla, ma accertati piuttosto che la sua voce biografica contenga il template Bio e che i dati anagrafici siano correttamente compilati. Se il template Bio manca, inseriscilo tu stesso o, in alternativa, metti l'avviso {{tmp\|Bio}} che ne segnala la mancanza. Se i dati riportati sono sbagliati, correggi direttamente la voce biografica; le modifiche saranno visibili in questa lista entro pochi giorni. Per chiarimenti vedi il progetto biografie. La lista contiene solo le 99 persone che sono citate nell'enciclopedia e per le quali è stato implementato correttamente il template Bio. Pagina aggiornata al 3 mar 2024. |

- 1º novembre - Filip Johansson, calciatore svedese (n. 1902)
- 2 novembre - Maurice Champreux, montatore, direttore della fotografia e regista francese (n. 1893)
- 2 novembre - Alexis Michiels, ciclista su strada belga (n. 1893)
- 2 novembre - Rudolf Röckl, calciatore austriaco (n. 1927)
- 2 novembre - Fritz Zorn, scrittore svizzero (n. 1944)
- 3 novembre - Giuseppe Cavanna, calciatore italiano (n. 1905)
- 3 novembre - Dean Dixon, direttore d'orchestra statunitense (n. 1915)
- 3 novembre - Anton Grasser, generale tedesco (n. 1891)
- 3 novembre - Alfred Ittner, militare tedesco (n. 1907)
- 3 novembre - Urs Küry, vescovo vetero-cattolico svizzero (n. 1901)
- 3 novembre - Leonardo Severini, attore e doppiatore italiano (n. 1921)
- 4 novembre - Massimo Dallamano, regista e direttore della fotografia italiano (n. 1917)
- 4 novembre - Isa Querio, attrice italiana (n. 1893)
- 4 novembre - Toni Ulmen, pilota automobilistico tedesco (n. 1906)
- 4 novembre - Jenő Vinyei, calciatore ungherese (n. 1922)
- 5 novembre - Willi Hennig, biologo, entomologo e zoologo tedesco (n. 1913)
- 5 novembre - Franciszek Szymczyk, pistard polacco (n. 1892)
- 6 novembre - Gastone Ciapini, attore italiano (n. 1894)
- 6 novembre - Patrick Dennis, scrittore statunitense (n. 1921)
- 6 novembre - Franz Hölbl, sollevatore austriaco (n. 1927)
- 6 novembre - Alexander Wiener, immunologo statunitense (n. 1907)
- 6 novembre - Domenico Zappone, giornalista e scrittore italiano (n. 1911)
- 7 novembre - Vincenzo Buronzo, letterato e politico italiano (n. 1884)
- 7 novembre - Wivan Pettersson, nuotatrice svedese (n. 1904)
- 7 novembre - Roy Williams, artista e animatore statunitense (n. 1907)
- 8 novembre - André Coeuroy, musicologo francese (n. 1891)
- 8 novembre - Gottfried von Cramm, tennista tedesco (n. 1909)
- 8 novembre - Giorgio Ferrini, calciatore e allenatore di calcio italiano (n. 1939)
- 8 novembre - Billy Martin, giocatore di football americano statunitense (n. 1938)
- 9 novembre - Frankie Carbo, mafioso statunitense (n. 1904)
- 9 novembre - Öyvind Fahlström, poeta, scrittore e pittore svedese (n. 1928)
- 9 novembre - Billy Halop, attore statunitense (n. 1920)
- 9 novembre - Hale Hamilton, attore statunitense (n. 1880)
- 9 novembre - Rosina Lhévinne, pianista russa (n. 1880)
- 9 novembre - Maria Peron, infermiera e partigiana italiana (n. 1915)
- 9 novembre - Bernhard Rein, calciatore estone (n. 1897)
- 9 novembre - Armas Taipale, discobolo finlandese (n. 1890)
- 9 novembre - Jan Wasiewicz, calciatore polacco (n. 1911)
- 10 novembre - Theodore Besterman, parapsicologo, bibliografo e traduttore polacco (n. 1904)
- 10 novembre - Wout Buitenweg, calciatore olandese (n. 1893)
- 10 novembre - Gustave Roud, poeta svizzero (n. 1897)
- 11 novembre - Alexander Calder, scultore statunitense (n. 1898)
- 12 novembre - Michail Iosifovič Gurevič, ingegnere aeronautico sovietico (n. 1893)
- 12 novembre - Morgan Moore Moulder, politico e avvocato statunitense (n. 1904)
- 12 novembre - Walter Piston, compositore statunitense (n. 1894)
- 12 novembre - András Wanié, nuotatore ungherese (n. 1911)
- 13 novembre - Henri Collé, ciclista su strada svizzero (n. 1893)
- 13 novembre - Franco Simone, critico letterario italiano (n. 1913)
- 15 novembre - Jean Gabin, attore francese (n. 1904)
- 15 novembre - Pasquale Parodi, allenatore di calcio e calciatore italiano (n. 1909)
- 15 novembre - Ercole Patti, scrittore, giornalista e sceneggiatore italiano (n. 1903)
- 15 novembre - Domenico Viotto, politico e antifascista italiano (n. 1887)
- 16 novembre - Gina Gennai, poetessa italiana (n. 1887)
- 16 novembre - Niwa Kawamoto, supercentenaria giapponese (n. 1863)
- 16 novembre - Giacomo Macchi, militare e aviatore italiano (n. 1886)
- 16 novembre - Vincent Massari, politico, editore e giornalista italiano (n. 1898)
- 16 novembre - Federico Seneca, pubblicitario, disegnatore e grafico italiano (n. 1891)
- 17 novembre - Renato Calapso, matematico italiano (n. 1901)
- 17 novembre - Joost Meerloo, medico, psichiatra e psicoterapeuta olandese (n. 1903)
- 17 novembre - Lucia Schiavinato, personalità religiosa italiana (n. 1900)
- 18 novembre - Carlo Albini, calciatore italiano (n. 1914)
- 18 novembre - Man Ray, pittore, fotografo e regista statunitense (n. 1890)
- 19 novembre - Enzo Biliotti, attore italiano (n. 1887)
- 19 novembre - Gene Gallette, cestista statunitense (n. 1919)
- 19 novembre - Wayne Millner, giocatore di football americano e allenatore di football americano statunitense (n. 1913)
- 19 novembre - Auguste Pelsmaeker, allenatore di calcio e calciatore belga (n. 1899)
- 19 novembre - Basil Spence, architetto britannico (n. 1907)
- 19 novembre - Joaquim Teixeira, calciatore portoghese (n. 1917)
- 20 novembre - M'hamed Chenik, politico tunisino (n. 1889)
- 20 novembre - Bruno Corra, scrittore e sceneggiatore italiano (n. 1892)
- 20 novembre - Maria Di Gregorio, religiosa italiana (n. 1885)
- 20 novembre - Fontaine La Rue, attrice statunitense (n. 1897)
- 20 novembre - Trofim Denisovič Lysenko, agronomo sovietico (n. 1898)
- 21 novembre - Niles Welch, attore statunitense (n. 1888)
- 22 novembre - Ermanno Aebi, arbitro di calcio e calciatore svizzero (n. 1892)
- 22 novembre - Luigi Bianchi, avvocato, dirigente sportivo e calciatore italiano (n. 1885)
- 22 novembre - Peter Birkhäuser, pittore svizzero (n. 1911)
- 22 novembre - Rupert Davies, attore britannico (n. 1916)
- 23 novembre - Boris Genrichovič Dolin, regista sovietico (n. 1903)
- 23 novembre - André Malraux, scrittore e politico francese (n. 1901)
- 23 novembre - Antonio Pizzuto, scrittore, traduttore e poliziotto italiano (n. 1893)
- 23 novembre - Pietro Valdoni, chirurgo italiano (n. 1900)
- 23 novembre - Eduard Wolpers, calciatore tedesco (n. 1900)
- 24 novembre - Egon Wiberg, chimico tedesco (n. 1901)
- 25 novembre - Al-Zirikli, letterato e giornalista siriano (n. 1893)
- 26 novembre - Antonio Follese, politico italiano (n. 1907)
- 27 novembre - Diego Valeri, poeta, traduttore e saggista italiano (n. 1887)
- 28 novembre - Humberto Elgueta, calciatore cileno (n. 1904)
- 28 novembre - Len Harvey, pugile inglese (n. 1907)
- 28 novembre - Bob McNaught, regista e produttore cinematografico britannico (n. 1915)
- 28 novembre - Rosalind Russell, attrice statunitense (n. 1907)
- 29 novembre - Godfrey Cambridge, attore statunitense (n. 1933)
- 29 novembre - Walter Hieber, chimico tedesco (n. 1895)
- 29 novembre - Giovanni Voyer, tenore spagnolo (n. 1901)
- 29 novembre - José da Costa Nunes, cardinale e patriarca cattolico portoghese (n. 1880)
- 30 novembre - Ivan Ignat'evič Jakubovskij, generale e politico sovietico (n. 1912)
- 30 novembre - Antonio Morassi, storico dell'arte e funzionario italiano (n. 1893)
- 30 novembre - Fritz Rasp, attore tedesco (n. 1891)
- 30 novembre - Friedrich Schulz, generale tedesco (n. 1897)